# Jezioro Szmaragdowe
Jezioro Szmaragdowe, německy Hertha see a česky Smaragdové jezero, je zaniklý lom a antropogenní jezero v lesoparku Park Leśny Zdroje v krajinném parku Szczeciński Park Krajobrazowy Puszcza Bukowa v Polsku. Nachází se také v městské čtvrti Prawobrzeże města Štětín v Západopomořanském vojvodství a makroregionu Pobrzeże Szczecińskie. Za své jméno vděčí charakteristické zelené (smaragdové) barvě vody, která souvisí s obsahem uhličitanu vápenatého vzniklého z rozpouštění kalcitu.

## Geologie a historie
Reliéf okolí jezera se zformoval během doby ledové. Ledovec způsobil značné zvlnění, pohyby a také vyzdvižení některých horninových vrstev. Jezero vzniklo zatopením bývalého křídového a slínového lomu Katharinen Kreidegrube, který využívala nedaleká továrna na portlandský cement Stern, založená roku 1862. Zpočátku se hornina těžila nad úrovní spodní vody. Vytěžený materiál byl odvážen do cementárny, zatímco nežádoucí nadloží bylo ukládáno na odval (dnes kopec Widok s nadmořskou výškou 55 m). Dne 16. července 1925 se v jižní stěně výkopu objevila vrstva zvodnělých písků, přes kterou došlo k náhlému průvalu vody, částečnému sesuvu a zatopení důlní jámy. V roce 1959 došlo v jižní části lomu k dalšímu sesuvu a na dně jezera se dodnes nacházejí zbytky důlních strojů a zařízení. U břehu jezera je také betonový most, který je pozůstatkem kolejí důlní železnice. Do jezera neustále přitéká podzemní voda a její přebytek odtéká do odvodňovací jímky umístěné u mostu. Strmé stěny lomu podléhají erozi a sesuvům. V nejhlubším místě dosahuje voda hloubky 18 metrů.

## Příroda
Vzhledem k vysokému obsahu uhličitanu vápenatého se ve vodách jezera nerozvinul intenzivní biologický život. Nedostatek rákosin na březích způsobuje, že ptáky lze na jezeře spatřit jen zřídka. Lesy rostoucí kolem jezera začaly vznikat po ukončení těžby a některé části jsou starší. Vyskytuje se zde také několik druhů chráněných rostlin, např. břečťan popínavý, samorostlík klasnatý, svízel vonný a na osluněných svazích lomu se daří xerotermní vegetaci.

## Legenda
K zatopení dolů se váže místní legenda, kdy chamtivý a zlý duch jménem Skarbek v podzemí nashromáždil obrovské bohatství. Když při těžbě horníkův krumpáč toto bohatství odhalil, Skarbek vše zatopil vodou.

## Další informace
V nebližším okolí jezera se nacházejí sezonní restaurace, zaniklé vojenské bunkry, památný dub Dąb Książęcy, vyhlídky a také turistické stezky.

## Galerie

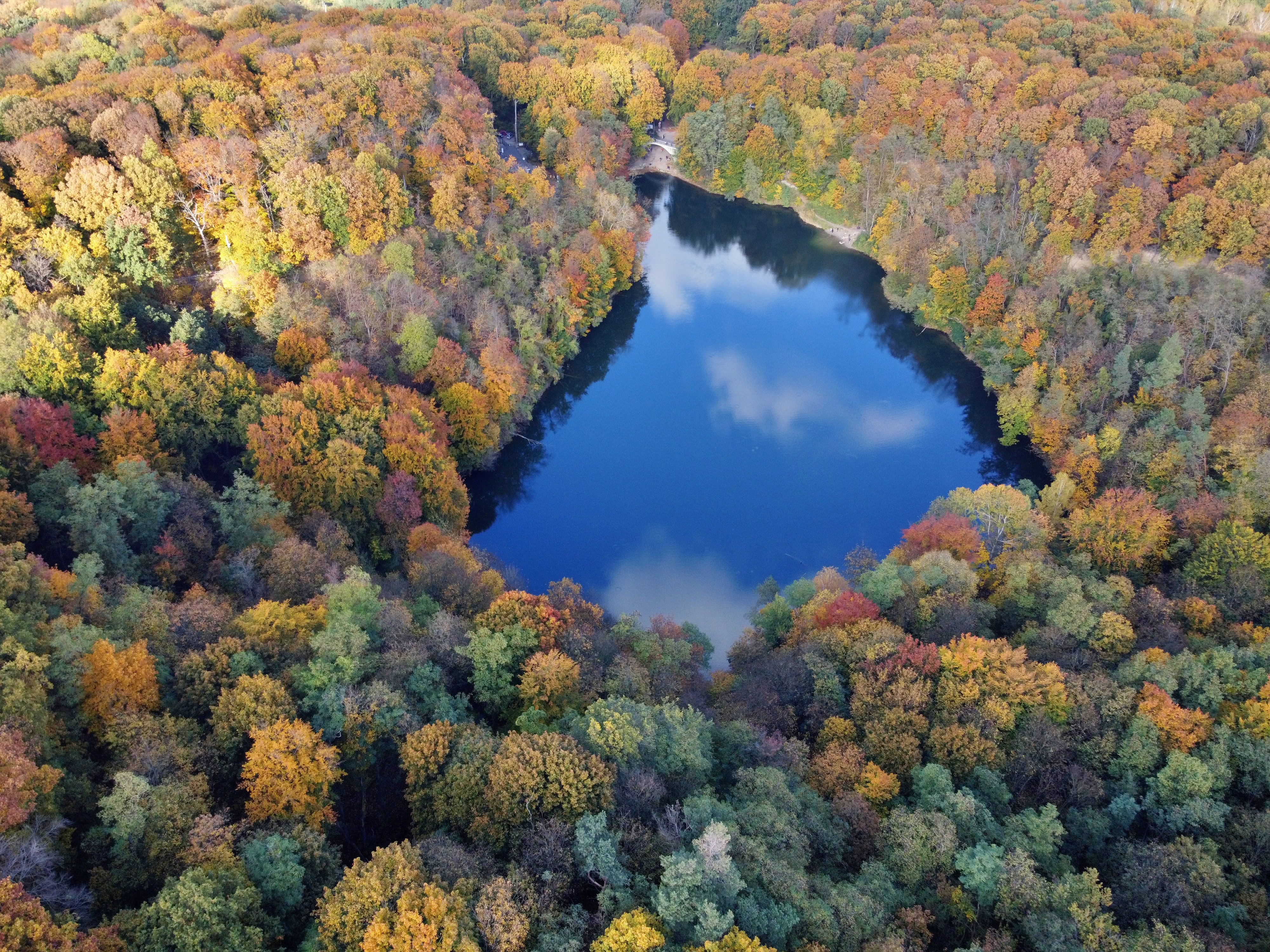
Letecký pohled na jezero
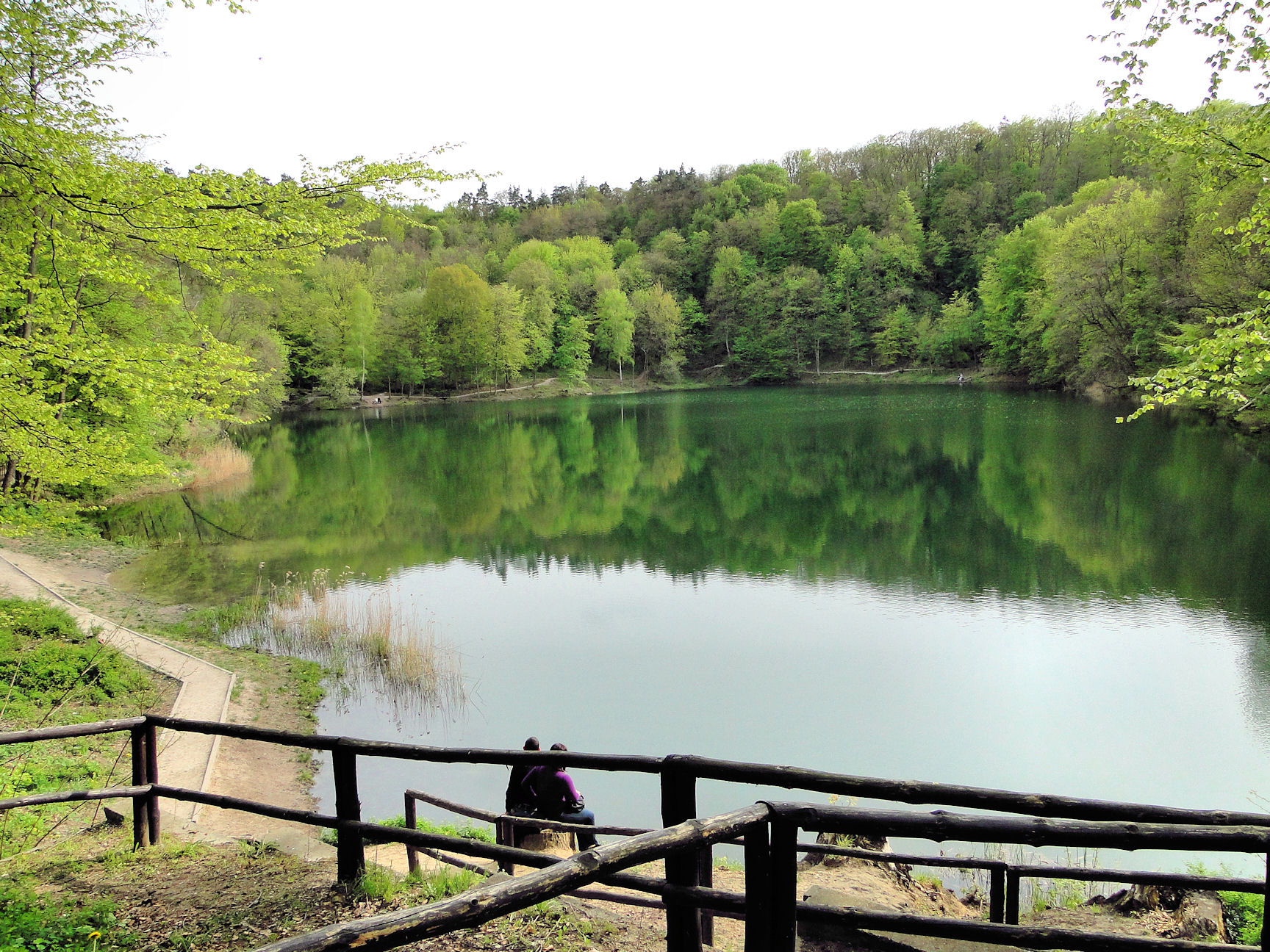
Jezero ze břehu
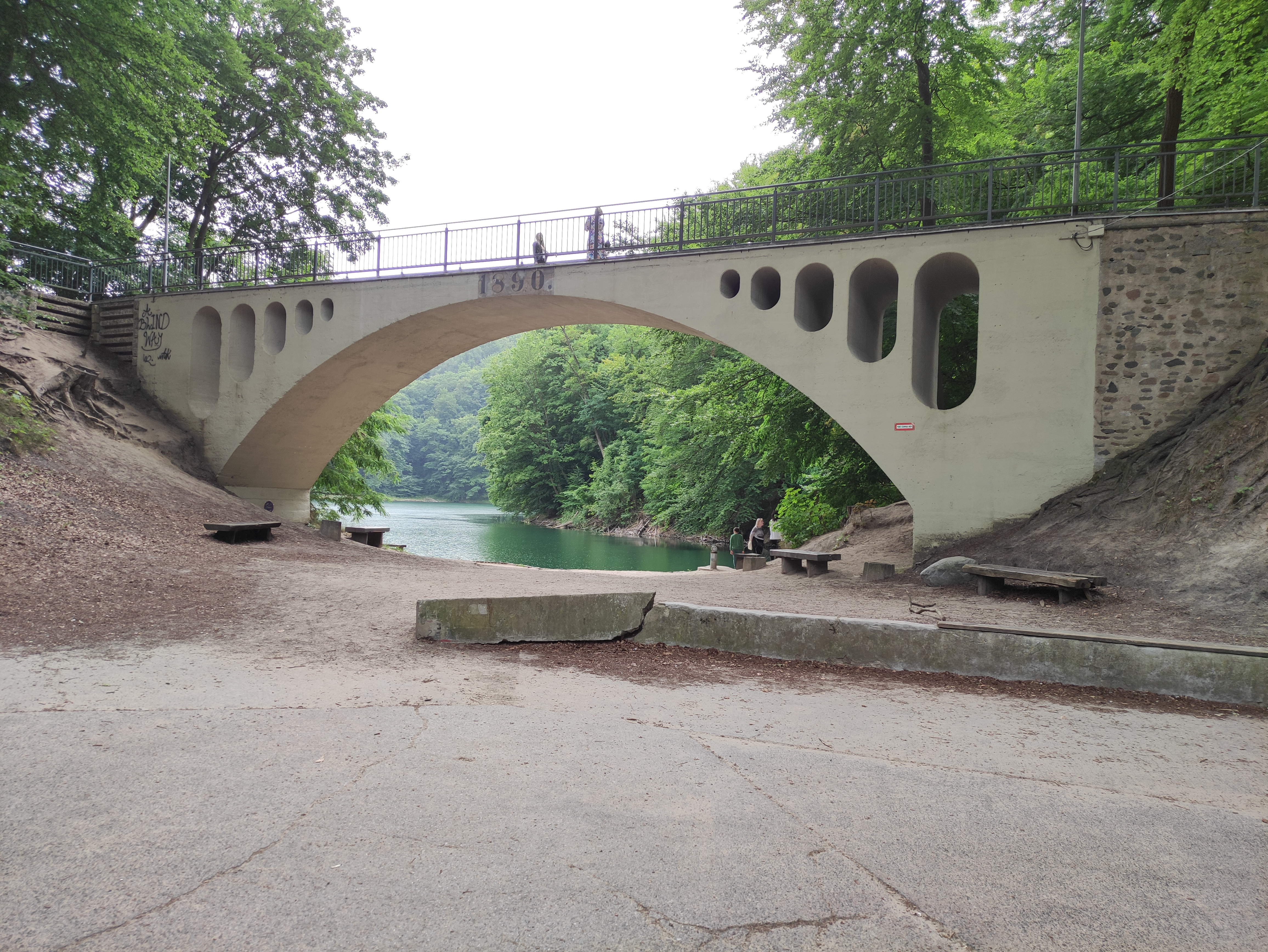
Betonový post jako pozůstatek zaniklé železniční trati
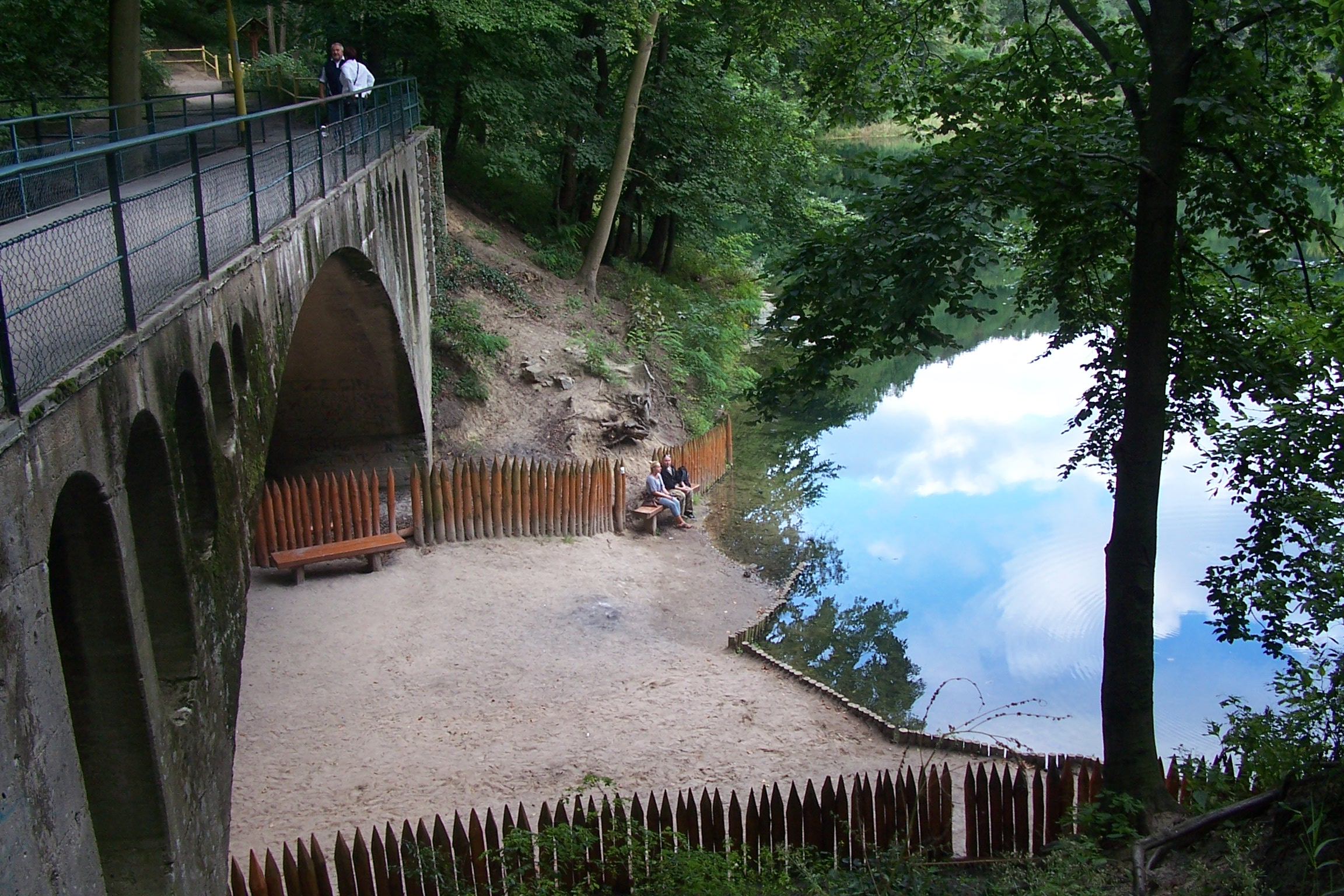
Pohled z betonového mostu na jezero